# 氢氧化亚铕
氢氧化亚铕是一种无机化合物，化学式为Eu(OH)2。它可以以一水合物Eu(OH)2·H2O的形式存在。

## 制备及性质
氢氧化亚铕的一水合物可由金属铕和10 mol/L的氢氧化钠溶液反应得到。也有文献以三氯化铕为原料，经琼斯还原剂，与氢氧化钠溶液反应来制备。它属于正交晶系，a=6.701 ± 0.002, b=6.197 ± 0.002, c=3.652 ± 0.001 A。它受热分解，生成氧化亚铕（EuO）；它在空气中容易氧化为氢氧化铕。